# Gordonia (mouvement)
Pour les articles homonymes, voir Gordonia.

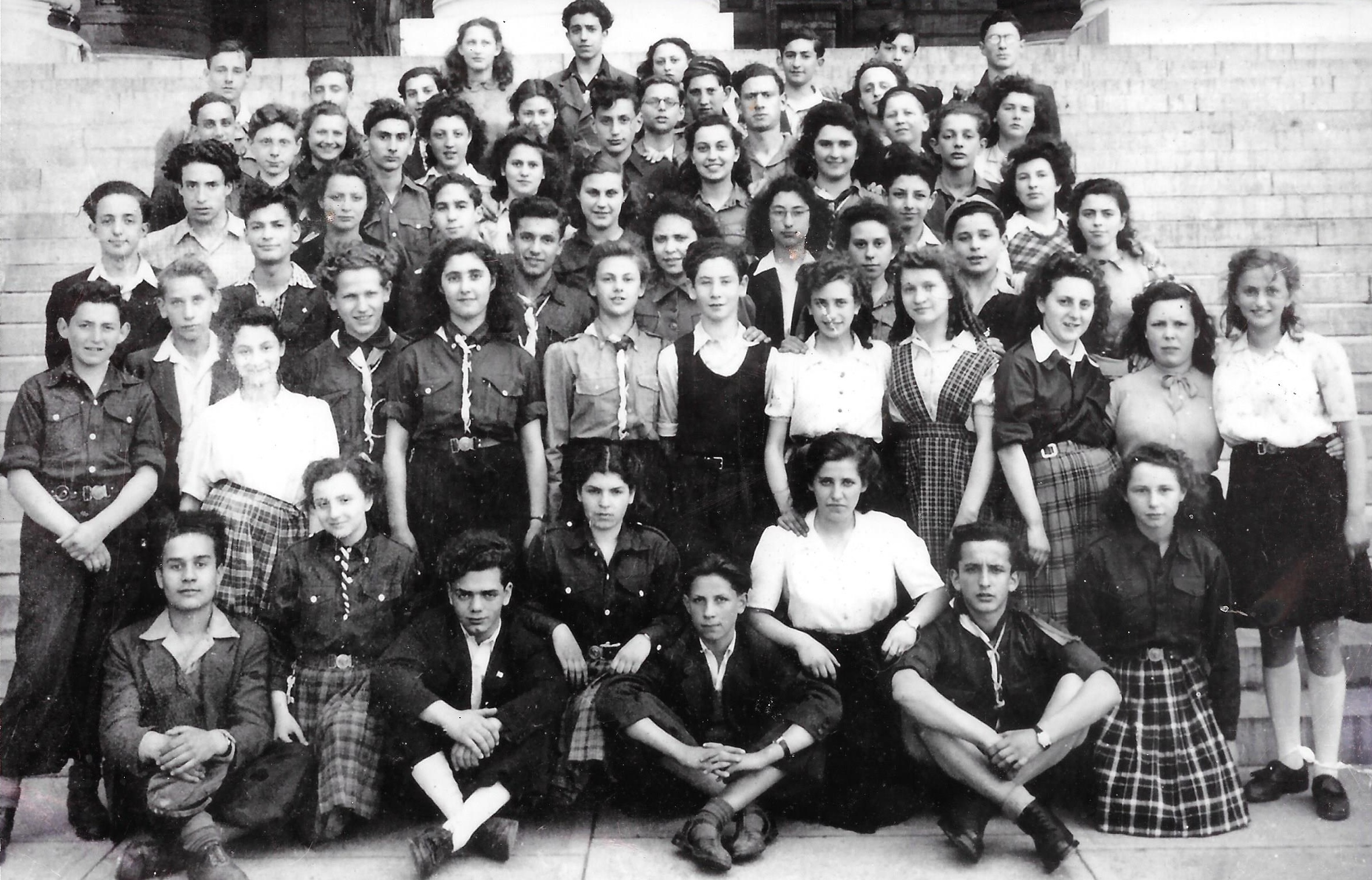
Membres de Gordonia, Bruxelles, 1946.

Gordonia (גורדוניה) est un mouvement de jeunesse sioniste international dont le nom rappelle le souvenir du poète Aharon David Gordon. Il est créé en 1925.
Les premiers immigrants issus du mouvement montent en Terre d'Israël en 1929, et s'installent au kibboutz Houlda. C'est en 1937 que le mouvement crée officiellement sa branche en Israël. Les idées fondatrices de Gordonia sont tirées de celles du parti politique Hapoël Hatzaïr. Les immigrants de Gordania fondent les kibboutzim Kfar-Hahoresh et Ramat-David. Les fondements idéologiques du mouvement ont alors pour dessein de garantir la construction d'une patrie pour le Peuple Juif en Terre d'Israël, l'éducation de ses futurs citoyens, la réalisation identitaire des Juifs par le travail, la renaissance d'une culture hébraïque et l'accomplissement de l'idéal sioniste.
En 1941, Gordonia s'unit avec un autre mouvement du nom de Hamakabi Hatzaïr.